# Polygonum romanum
Polygonum romanum là một loài thực vật có hoa trong họ Rau răm. Loài này được Jacq. miêu tả khoa học đầu tiên năm 1768.